# Тихие омуты
«Тихие омуты» — российский кинофильм, снятый Эльдаром Рязановым в 2000 году.
Фильм посвящён памяти Эмиля Брагинского.

## Сюжет
Талантливый хирург, академик, руководитель крупной клиники Антон Михайлович Каштанов (Александр Абдулов) решил сбежать от своей властной и стервозной жены Полины в деревню Тихие Омуты. Там героя ждёт друг детства, начальник местного заповедника. Пасторальную идиллию нарушает одно обстоятельство: одновременно с отъездом Каштанова из города из его именного благотворительного фонда исчезают 2 млн долларов. За расследование независимо друг от друга берутся две решительных дамы: милицейский следователь и пробивная тележурналистка.
За Каштановым по пятам следует расфуфыренная телерепортёр Джекки (Оксана Коростышевская), учуявшая сенсацию, поскольку хирург объявлен во всероссийский розыск в связи с пропажей его самого и двух миллионов фондовых долларов. Там, на лодочной станции для двоих, куда хирург устроился лодочником, у них (по иронии судьбы) случается служебный роман.

## В ролях
| Актёр                 | Роль                                    |
| --------------------- | --------------------------------------- |
| Александр Абдулов     | академик Антон Михайлович Каштанов      |
| Оксана Коростышевская | журналистка Евгения Тобольская (Джекки) |
| Любовь Полищук        | Полина Сергеевна (жена Каштанова)       |
| Ян Цапник             | Владик (оператор)                       |
| Ольга Волкова         | Варвара Петровна Муромова (следователь) |
| Андрей Смоляков       | Иван Павлович (заместитель Каштанова)   |
| Михаил Дорожкин       | Никита (сын Каштанова от первого брака) |
| Анатолий Лобоцкий     | Алексей Ёжиков (бизнесмен)              |
| Марат Башаров         | гаишник                                 |
| Александр Пашутин     | работник гостиницы                      |
| Эльдар Рязанов        | рентгенолог                             |
| Александр Невский     | телохранитель Сергей Иванов             |
| Ольга Погодина        | девушка, курящая на балконе             |
| Андрей Макаревич      | лесничий                                |
| Геннадий Хазанов      | Павлик                                  |
| Леонид Парфёнов       | камео                                   |
| Валентина Березуцкая  | женщина с вёдрами                       |

Андрей Макаревич в Роли : Директор заповедника, читающий Ахматову 
Геннадий Хазанов в роли : Новый русский.
- Постановщики трюков: Валерий Деркач, Сергей Воробьёв

## Награды и премии
Гран-при «Золотая лоза» кинофестиваля «Киношок».